# Hoferellus caudatus
Hoferellus caudatus is een microscopische parasiet uit de familie Sphaerosporidae. Hoferellus caudatus werd in 1910 beschreven door Parisi. 